# АВС Авеш Футбол
АВС Футбол (на португалски: AVS Futebol SAD), е португалски спортен клуб от град Вила даш Авеш. Домакинските си срещи играе на „Ещадио до Клубе Деспортиво даш Авеш“. 

## История
Клубът е основан от група ентусиасти на 5 май 2023 г. в резултат от преместването на „Виляфранкензе“ от град Виля Франка във Вила даш Авеш поради трагичното състояние на стадиона си, въпреки че вече бе спечелил промоция за Лига де Онра.
През сезон 2023/24 завършва на трето място в класирането и играе плейоф за влизане в Примейра лига с Портимонензе в които побеждава два пъти с по 2:1. 
АВС Футбол Авеш няма нищо общо с разформирования КД Авеш, или смятания за негов заместник КД Авеш 1930.

## Успехи
- Лига де Онра (2 лига)
  - 3-то място (1): 2023/24 (промоция чрез плейоф в Примейра лига)